# Montodine
Montodine es una localidad y comune italiana de la provincia de Cremona, región de Lombardía, con 2.547 habitantes.

## Evolución demográfica
| Gráfica de evolución demográfica de Montodine entre 1861 y 2001 |
|                                                                 |
| Fuente ISTAT - elaboración gráfica de Wikipedia                 |